# Asavela Mbekile
Asavela Shakespeare Mbekile (1 de noviembre de 1986) es un futbolista sudafricano que se desempeña en la posición de centrocampista. Actualmente juega en el club Mamelodi Sundowns de la Premier Soccer League, la primera división del fútbol de Sudáfrica.

## Selección nacional
Mbekile hizo su debut internacional con la selección de Sudáfrica en el primer partido del grupo A del Campeonato Africano de Naciones de 2014 que enfrentó a su equipo contra Mozambique, ingresó en el minuto 74 reemplazando a Katlego Mashego y tuvo participación en los otros dos partidos del grupo. Estos tres partidos y un amistoso entre Sudáfrica y Costa de Marfil jugado en el año 2014 son las 4 participaciones internacionales para este jugador.
Aún no ha marcado goles con Sudáfrica.

### Participaciones en Campeonatos Africanos
| Copa                                    | Sede      | Resultado    |
| --------------------------------------- | --------- | ------------ |
| Campeonato Africano de Naciones de 2014 | Sudáfrica | Primera fase |